# Algot Lönn
Karl Algot Lönn (ur. 18 grudnia 1887 w Eskilstunie, zm. 3 kwietnia 1953 tamże) – szwedzki kolarz szosowy, złoty medalista olimpijski.

## Kariera
Największy sukces w karierze Algot Lönn osiągnął w 1912 roku, kiedy wspólnie z Erikiem Friborgiem, Ragnarem Malmem i Axelem Perssonem zdobył złoty medal w drużynowej jeździe na czas podczas igrzysk olimpijskich w Sztokholmie. Był to jedyny medal wywalczony przez Lönna na międzynarodowej imprezie tej rangi. Na tych samych igrzyskach Lönn zajął ponadto dziesiątą pozycję w wyścigu indywidualnym. Nigdy nie zdobył medalu na szosowych mistrzostwach świata.